# Ko Nom Sao
Ko Nom Sao (en tailandés: เกาะนมสาว) son dos islas situadas en la bahía de Phang Nga, que forman parte del subdistrito de Panyi Ko (เกาะ ปันหยี), en la Provincia de Phang Nga, en el país asiático de Tailandia.
Ko Nom Sao es un accidente geográfico que consiste en dos pequeñas islas de aspecto similar situadas cerca una de la otra. Una de elloa, Ko Nom Sao Yai (เกาะ นมสาว ใหญ่), es ligeramente más grande que la otra, pero desde ciertos ángulos, la silueta de estas islas se asemeja a un par de senos más o menos idénticos.
Estas islas también son conocidas como Ko Ok Meri.